# فرانسوا جيزو

فرانسوا جيزو

فرانسوا جيزو (بالفرنسية: François Guizot) سياسي ومؤرخ فرنسي من مواليد مدينة نيم في 4 اكتوير 1787 - وتوفي بمدينة Saint-Ouen-le-Pin في 12 سبتمبر 1874.

## رجل غينت
بعد فترة المئة يوم، عاد فرانسوا إلى مدينة غنت حيث التقى لويس الثامن عشر وأشار له باسم الحزب الليبرالي إلى أن التبني الصريح لسياسة ليبرالية يمكن أن يضمن وحدة الملكية المُستعادة – لكنها نصيحة لم تلق قبولًا من قِبَل مستشاري الملك السريين. اعتُبرت هذه الزيارة إلى غنت زيارة غير وطنية من قِبَل المعارضين السياسيين في السنوات اللاحقة. أُطلق عليه لقب «رجل غنت» كإهانة له، وكثيرًا ما استُخدم ضده خلال فترة حكمه. يبدو أن التوبيخ لم يحلّ أي مشكلة إذ كانت أفعاله بنية إقامة ملكية ليبرالية ومكافحة المتطرفين الرجعية وليس الحفاظ على الإمبراطورية الفاشلة.
في فترة استعادة بوربون، عُيّن جيزو أمينًا عامًا لوزارة العدل في عهد فرنسوا باربي ماربوا، لكنه استقال مع رئيسه عام 1816. وفي عام 1819، كان أحد مؤسسي مجلة لو كورييه فرانسيس الليبرالية. مرة أخرى في عام 1819، عُيّن مديرًا عامًا للبلديات والإدارات في وزارة الداخلية، لكنه خسر منصبه مع هزيمة إيلي ديكاز في فبراير عام 1820. خلال هذه السنوات عُدَّ جيزو واحدًا من زعماء الملكية الليبرالية، وهو حزب صغير ملتزم بقوة بالميثاق والتاج وينادي بسياسة أصبحت مرتبطة فيما بعد (وخاصة من قِبَل أميل فاجيه) باسم جيزو، حزب الوسط، وهو مسار وسطي بين الحكم الديكتاتوري والحكومة الشعبية. بتمسكهم بمبادئ الحرية والتسامح العظيمة، عارضوا بشدة التقاليد الفوضوية للثورة. وكانوا يأملون في إخضاع عناصر الفوضى من خلال سلطة دستور محدود يقوم على اقتراع الطبقة الوسطى وتعزيز المواهب الأدبية في ذلك الوقت. عارضوا على حد سواء الروح الديمقراطية لذلك العصر، إلى جانب التقاليد العسكرية للإمبراطورية والتعصب والاستبداد في المحكمة. سقط الحزب الليبرالي وخسر نفوذه في أعقاب ثورة يوليو 1830.
في عام 1820، عندما وصل رد الفعل ذروته بعد مقتل تشارلز فرديناند دوق بيري وسقوط وزارة دوق ديكاز، حُرِمَ جيزو من مناصبه، أيضًا في عام 1822، مُنع من إلقاء محاضراته. خلال السنوات التالية، لعب جيزو دورًا هامًا بين قادة المعارضة الليبرالية لحكومة شارل العاشر ملك فرنسا، على الرغم من أنه لم يكن قد دخل البرلمان بعد، بالإضافة إلى أن نشاطه الأدبي ازدهر خلال تلك الفترة. في عام 1822، نشر محاضراته تحت عنوان (تاريخ أصول الحكومة التمثيلية 1821- 1822) ومحاضرة أخرى عن عقوبة الإعدام في الجرائم السياسية والعديد من الكتيبات السياسية الهامة. من 1822 حتى 1830، نشر جيزو مجموعتين مهمتين من المصادر التاريخية، مذكرات تاريخ إنجلترا في 26 مجلد، ومذكرات تاريخ فرنسا في 31 مجلد، وكانت عبارة عن ترجمة منقحة لشكسبير، بالإضافة إلى مجلد من المقالات عن تاريخ فرنسا. خلال هذه الفترة، كتب الجزء الأول من كتابه تاريخ ثورة إنجلترا خلال عهد شارل الأول في مواجهة شارل الثاني (في مجلدين، 1826 - 1827) والذي استأنفه وأنهاه خلال منفاه في إنجلترا بعد عام 1848. أعادت إدارة مارتيناك جيزو عام 1828 إلى منصبه كأستاذ جامعي وعضو مجلس الدولة. خلال الفترة التي قضاها في جامعة باريس، وعلى إثر محاضراته، اكتسب جيزو سمعة كمؤرخ ومدون للملاحظات. وقد شكلت هذه المحاضرات الأساس الذي استند إليه في كتابة الهيئة العامة للحضارة في أوروبا (1828 ؛ وليم هازلت، في 3 مجلدات، عام 1846)، و تاريخ الحضارة في فرنسا (4 مجلدات، عام 1830).
في يناير عام 1830، انتُخب جيزو من قبل مدينة ليزيو لمجلس النواب، واحتفظ بهذا المقعد طوال حياته السياسية. ألقى جيزو خطابًا في مارس 1830 دعا فيه إلى مزيد من الحرية السياسية في مجلس النواب. وعلى إثر ذلك، أُقر الاقتراح 221 ضد 181. رد شارل العاشر على ذلك بحلّ المجلس ودعا إلى إجراء انتخابات جديدة لا تهدف إلا لتعزيز المعارضة للتاج. لدى عودته إلى باريس من نيمس في 27 يوليو، كان سقوط الملك شارل العاشر وشيكًا بالفعل. استُدعي جيزو من قبل أصدقائه كازيمير بيرييه وجاك لافيت وأبيل-فرانسوا فيلمان وأندريه ماري جين جاكويس دويين لتحديد احتجاجات النواب الليبراليين ضد الأوامر الملكية، في حين أنه شارك معهم للسيطرة على الطابع الثوري للانتخابات في وقت متأخر. على الصعيد الشخصي، لطالما اعتنق جيزو وجهة نظر خاصة والتي تقول أنه كان من سوء الحظ لقضية الحكومة البرلمانية في فرنسا أن ازدراء وثقل الملك شارل العاشر والأمير جول دو بولينياك جعل تغيير خط وراثة الخلافة حتميًا. عندما اقتنع بأنه كان حتميًا بالفعل، أصبح جيزو واحدًا من أكثر المؤيدين حماسًا للويس فيليب. في أغسطس عام 1830، تقلَّد جيزو منصب وزير الداخلية، لكنه سرعان ما استقال في نوفمبر. ثم انضم إلى صفوف الليبراليين المعتدلين، وعلى مدى السنوات الثماني عشرة التي تلت ذلك، كان خصمًا عنيدًا للديمقراطية، والبطل الصامد «لملكية محدودة من قِبل بعض البرجوازيين».

## مهامه
- من أكتوبر 1832 إلى 15 أبريل 1837 شغل منصب وزير التعليم. قام بنطوير التعليم في فرنسا.
- في 1843 : شغل منصب وزير الخارجية الفرنسية.
- في 19 سبتمبر 1847 : أصبح رئيس الحكومة الفرنسية.

## من مؤلفاته
- كتاب التحفة الأدبية في تاريخ تمدن الممالك الأوروبية.

## روابط خارجية
- فرانسوا جيزو على موقع الموسوعة البريطانية (الإنجليزية)
- فرانسوا جيزو على موقع إن إن دي بي (الإنجليزية)
- فرانسوا جيزو على موقع ديسكوغز (الإنجليزية)